# Carole Radziwill
Carole DiFalco Radziwill (nacida el 20 de julio de 1966) es una periodista, autora y personaje televisivo estadounidense.

## Primeros años y educación
Hija de un cocinero de restaurante, Carole creció en Suffern, Nueva York. Sus padres abrieron un restaurante llamado DiFalcos donde su madre era camarera por las noches y los fines de semana. Se licenció en Letras en el Hunter College  y un Máster en Administración de Negocios en la Universidad de Nueva York.

## Carrera
Radziwill empezó su carrera periodística en la ABC en Nueva York en 1986 como becaria en postproducción para 20/20', un programa de noticias. Más tarde fue asignada a "Close Up" como secretaría de producción. También trabajó para la unidad de documental de Peter Jennings, produciendo programas sobre el control de abortos y armas, y cubriendo historias de política internacional en Camboya, Haití e India.
En 1991, Radziwill fue destinada a Israel e informó sobre los ataques con misiles Scud durante la Guerra del Golfo. En 2003, durante la guerra en Afganistán, pasó seis semanas en Kandajar, con la unidad de infantería de la 101.ª División Aerotransportada. Produjo segmentos para un programa de ABC-TV llamado Profiles From the Frontline. Ganó varios premios, incluyendo tres Premios Emmy, uno por la historia que produjo sobre las minas terrestres en Camboya, y un Premio Peabody.
Después de la muerte de su marido, Radziwill dejó ABC News para escribir sus memorias sobre su infancia, su carrera en ABC News, así como sus esfuerzos para manejar el cáncer de su marido. What Remains: A Memoir of Fate, Friendship and Love (Charles Scribner's Sons, 2005) alcanzó la New York Times Best Seller list. Una reseña del libro en el New York Times lo calificó como una "cuenta agridulce" que enfatiza "gracia sobre revelación".
En 2006, Radziwill firmó con Glamour para escribir mensualmente una columna llamada "Lunch Date" (cita para comer). Sus Citas para Comer han incluido el antiguo alcalde Rudy Giuliani, y los actores de Hollywood Antonio Banderas, Rachel Weisz, y Alec Baldwin.
En 2011, Radziwill se unió al elenco de The Real Housewives of New York City de Bravo en la quinta temporada.
Vendió su primera novela, The Widow's Guide to Sex & Dating, por una cifra millonaria a Holt Publishing. Fue revelado el 11 de febrero de 2014. Está en desarrollo de producir Widow's Guide como serie de televisión. Su tercer libro - una colección de ensayos aún sin título - tiene fecha para la primavera de 2014.

## Vida privada
El 27 de agosto de 1994, se casó con su compañero en ABC News, el productor Anthony Radziwill en East Hampton (Nueva York). Radziwill fue el único hijo del Príncipe Stanislas Radziwill de Polonia  con su mujer, Lee Bouvier (hermana menor de Jacqueline Kennedy Onassis). A través de este matrimonio, a Carole se le concede habitualmente el título de princesa, a pesar de que ella rara vez lo utiliza. Anthony Radziwill murió el 10 de agosto de 1999, a la edad de 40 después de cinco años de un cáncer.
Radziwill era amigo íntimo de Carolyn Bessette-Kennedy, quien estaba casada con, John F. Kennedy, Jr.. Kennedy, Bessette-Kennedy, y su hermana, Lauren Bessette, fallecieron en un accidente de avión en la cosa de Martha's Vineyard menos de cuatro semanas antes de la muerte de su marido. El trío estaba volando hacia Martha's Vineyard para reunirse con los Radziwills. Carole alertó al Guardacostas cuando no llegaron.